# Dramatis personae
Dramatis personae (lat. „Personen der Handlung“) bezeichnet die handelnden Figuren in einem Bühnenstück.
Der ersten Szene eines Theatertextes werden üblicherweise in einem Verzeichnis die Figuren der Handlung vorangestellt, mit Namen und kurzer Funktionsbezeichnung, manchmal auch mit dem Fach des Darstellers, heute dagegen oft mit ihrem Alter. Bei einer Oper ist außerdem die Stimmlage angegeben. 
Die Reihenfolge der Aufzählung entspricht in der Regel der Reihenfolge des Auftretens. Bis zum 18. Jahrhundert bestimmte hingegen die gesellschaftliche Stellung der Figuren ihre Reihenfolge. Auf die solistischen Rollen folgen die stummen Nebenrollen sowie die auftretenden Ensembles in ihren Funktionen wie Theaterchor oder Statisterie. Im Anschluss daran wird auf Zeit und Ort der Handlung hingewiesen.